# Ridder van Kooten
Ridder van Kooten (Baarn, 1 december 1997) is een Nederlands (stem)acteur, zanger, danser, presentator en model.

## Opleiding
Van Kooten rondde in 2015 de havo af aan het Vathorst College in Amersfoort. Daarvoor was hij echter al actief als acteur. Vanaf 2007 volgde hij musicallessen aan de School in de Kunst en vanaf 2009 aan Theaterschool de Springplank, beide in Amersfoort. Van 2011 tot 2013 volgde hij de vooropleiding van de Dansacademie Lucia Marthas. In 2015 volgde hij kunstsecundair onderwijs (de!Kunsthumaniora) in Antwerpen.

## Rollen

### Musical
- 2009-2010: The Sound of Music, als Kurt Von Trapp
- 2010-2011: Dr. Dolittle, als Tommy
- 2017-2018: Tina de musical, als Bobby
- 2018-2019: Schuld de Thrillermusical, als Luuk Staals
- 2019-2020: Pijnstillers de musical, als Casper

### Als televisieacteur
- Scrooge Live, als jonge Scrooge (2020)
- SpangaS, als Jacq
- Brugklas, als Niek
- Jonge Garde, als Levi 1e en 2e seizoen
- The Passion 2016, een discipel
- Just Like Me!, als Finn
- Nieuwe Tijden, als Loki Dublois
- Flikken Rotterdam, als Marnix Kaal
- De 12 van Schouwendam als Rogier van Pallant in 1995

### Als stemacteur
- Wickie de Viking (film, 2009)
- The Dog Who Saved Christmas Vacation (film, 2010)
- The Dog Who Saved Halloween (film, 2011)
- Bunks (film, 2011)
- De dolle tweeling 3
- Tickety Toc, vaste rol
- The Airport Diary, vaste rol
- Girl Meets World, als Lucas Friar
- Power Rangers, gastrol
- Big Time Rush, gastrollen
- Team Umizoomi, gastrollen
- Tini: Het nieuwe leven van Violetta, als Raúl
- Heartstopper, als Nick Nelson
- Teenage Mutant Ninja Turtles: Mutant Mayhem, als Leonardo (film, 2023)

### Als filmacteur
- SpangaS in actie (film, 2015), als Jacq
- Tini: Het nieuwe leven van Violetta (film, 2016), als Raúl
- Zwanger & Co (film, 2022), als Dylan
- Het Feest van Tante Rita (film, 2022), als Frank Vonk

## Presentator
- Kinderen voor Kinderen (2019-2022)

## Discografie

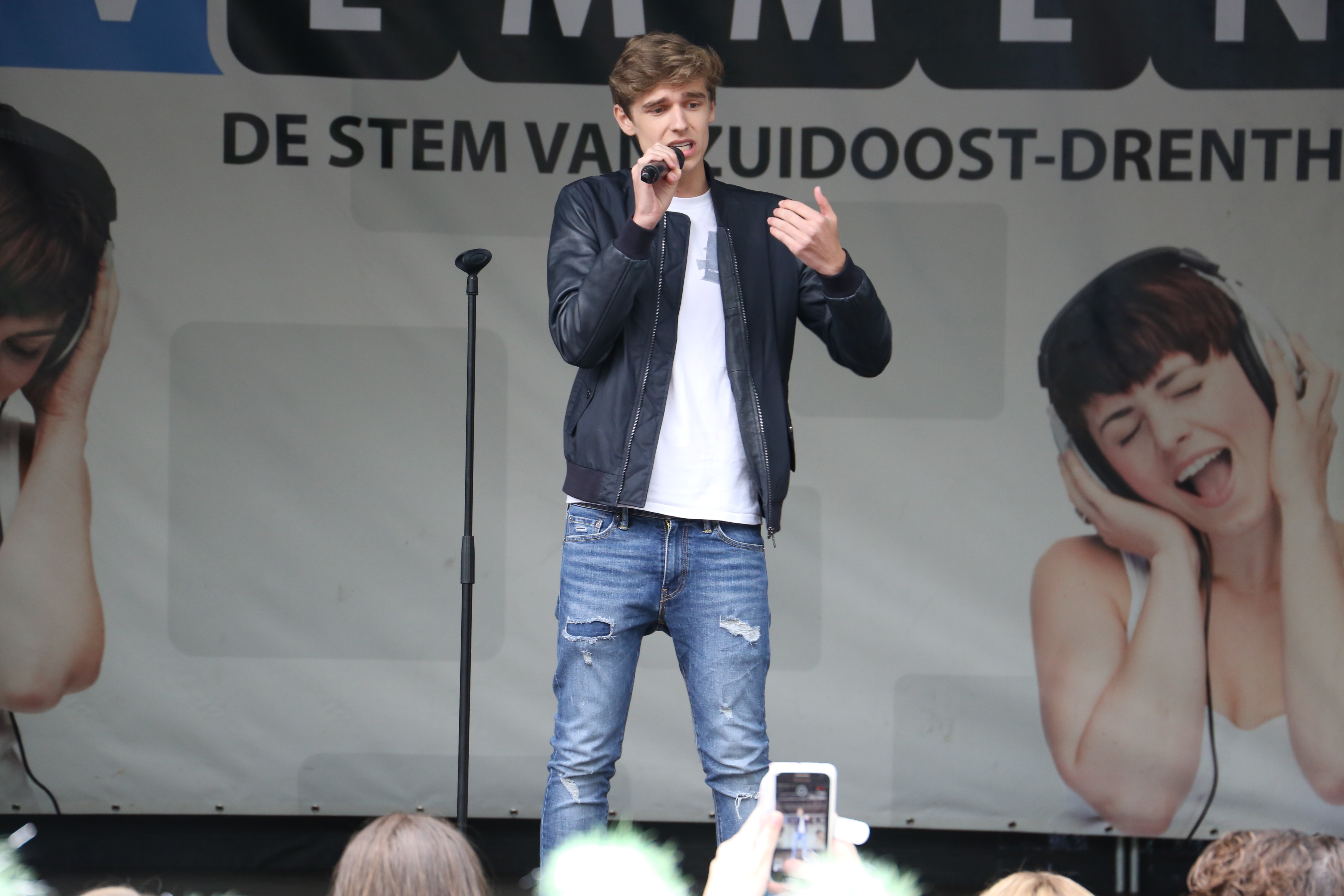
Optreden van Ridder van Kooten in Drenthe

### Singles
- Pretty Beautiful (2016)
- Soy Luna/Niet te stoppen, met Shalisa van der Laan voor Disney Channel (2016)
- Christmas Now, met Shalisa van der Laan, Femke Meines en Sander Hanna voor Disney Channel (2016)
- Toekomst, voor Homemade Productions (2017)
- It All Comes Down To You (2017)

Willem Nijholt (1980, 1981) · Leoni Jansen (1982) · Willem Ruis (1983, 1984) · Edwin Rutten (1985, 1986) · Ati Dijckmeester (1985, 1986) · Ron Brandsteder (1987) · Simone Kleinsma (1987) · Sonja Barend (1988) · Herman van Veen (1990) · Youp van 't Hek (1991) · Sylvia Millecam (1992) · Erik van Muiswinkel (1992) · Henk Westbroek (1992) · Coen Flink (1993) · Frank Groothof (1994) · Willem Ekkel (1994) · Peter Tuinman (1994) · Harry van Rijthoven (1994) · Carola Hamer (1994) · Paul de Leeuw (1995, 1996) · Menno Bentveld (1997) · Joep Onderdelinden (1998, 2020) · Marcel Faber (1998) · Aldith Hunkar (1999) · Marscha de Haan (2000) · Neel Brands (2000) · Maud Hawinkels (2001) · Klaas van der Eerden (2002, 2003, 2004) · Claudia de Breij (2004, 2005, 2009, 2012) · Jochem Myjer (2006) · Isolde Hallensleben (2007) · Jack van Gelder (2008) · Ali B (2008) · Frank Evenblij (2009) · Sara Kroos (2011) · Lex Uiting (2013, 2014, 2015, 2016, 2017) · Dolores Leeuwin (2013) · Dieuwertje Blok (2014) · Milouska Meulens (2015) · Anne Appelo (2018, 2019, 2020) · Pepijn Gunneweg (2018, 2019) · Plien van Bennekom (2020) · Kiefer Zwart (2020) · Ridder van Kooten (2020, 2021) · Esmée van Kampen (2021) · André Dongelmans (2021) · Jurre Geluk (2023)